# Tiêm Sa Chủy
Tiêm Sa Chủy (Phồn thể: 尖沙嘴, Bính âm: Jiānshāzuǐ, Tiếng Anh: Tsim Sha Tsui), còn được gọi là Tiêm Sa Trớ/Tiêm Sa Tứ, viết tắt là TST, là một khu vực hành chính thuộc quận Du Tiêm Vượng, nam Cửu Long, Hồng Kông. Khu vực này phía bắc giáp đường Austin, phía đông giáp đường Hong Chong và đường Cheong Wan. Tiêm Sa Chủy nằm ở phần mũi của bán đảo Cửu Long nhìn ra cảng Victoria, đối diện với đảo Hồng Kông.
Tiêm Sa Chủy là một trung tâm du lịch lớn của Hồng Kông, với rất nhiều cửa hiệu và nhà hàng phục vụ khách du lịch. Nhiều bảo tàng của Hồng Kông cũng nằm tại khu vực này.

## Tên gọi
Tên gọi Tiêm Sa Chủy trong tiếng Hoa có nghĩa là "mỏm cát nhọn", có lẽ xuất phát từ hình dạng ban đầu của khu vực: hai mũi đất song song, ở giữa có một vịnh nước. Tiêm Sa Chủy còn có một tên gọi khác là Hương Bộ Đầu, vì những bến cảng ở đây là nơi tập hợp những cây bạch mộc hương (tức trầm hương) được chuyển đến từ Tân Giới. Từ Tiêm Sa Chủy, bạch mộc hương được chuyển tiếp đến vịnh Thạch Bài (tức vịnh Aberdeen) ở phía nam đảo Hồng Kông rồi đưa đến khắp nơi trên thế giới.

## Dân cư
Theo số liệu năm 2011, dân số của Tiêm Sa Chủy là 17.072 người, trong đó người Trung Quốc chiếm hơn 3/4 dân số (13.056 người). Những sắc dân nổi bật khác trong khu vực này có người Philippines, Nhật Bản, Indonesia. Ngôn ngữ chính tại Tiêm Sa Chủy là tiếng Quảng Đông, được hơn 63% dân số sử dụng.

## Đông Tiêm Sa Chủy
Đông Tiêm Sa Chủy (Phồn thể: 尖沙咀東, viết tắt: 尖東, Tiếng Anh: East Tsim Sha Tsui) là phần đất nằm được lấn vào vịnh Hồng Khám (Hung Hom) trong thập niên 1970. Đông Tiêm Sa Chủy có diện tích 1,35 km² (52 mi2), dân số 22.386 người. Mật độ dân số tại đây là 16.582 người/km².

## Địa điểm du lịch và giải trí

### Khách sạn
Khách sạn là một ngành công nghiệp quan trọng tại Tiêm Sa Chủy. Đây là nơi có mật độ khách sạn dày đặc nhất tại Hong Kong, với nhiều khách sạn có tiếng như khách sạn Peninsula, khách sạn Kowloon, khách sạn Kowloon Shangri-La, khách sạn InterContinental Hong Kong, khách sạn Sheraton, ba khách sạn Marco Polo, khách sạn Langham Hong Kong, khách sạn Renaissance Kowloon, khách sạn Mira Hong Kong, khách sạn Baden-Powell International House, khách sạn ICON, khách sạn Panorama, và khách sạn Hyatt Regency Hong Kong.

### Mua sắm
Tiêm Sa Chủy là một trong những khu vực mua sắm chính của Hong Kong. Các trung tâm thương mại lớn trong khu vực này gồm có:
- 1881 Heritage

- China Hong Kong City

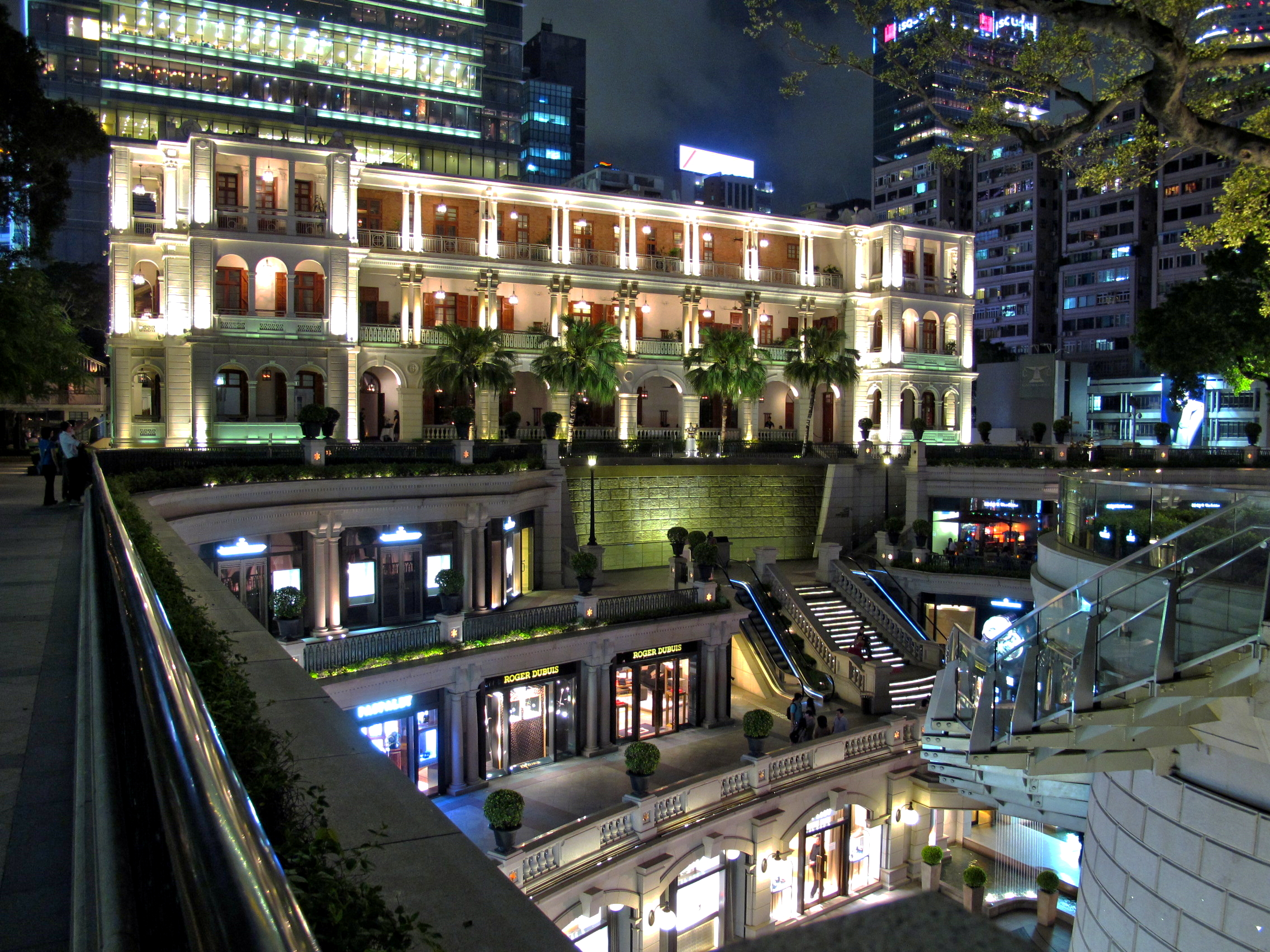
Khu mua sắm 1881 Heritage

- Cke, nằm trong khu nhà Chungking Mansion
- Harbour City
- iSQUARE
- K11
- Miramar Shopping Centre
- New World Centre
- Sogo[3], nằm ngầm dưới đường Salisbury
- Silvercord, nằm tại giao điểm của đường Canton và đường Hải Phòng
- The ONE, nằm tại số 100 đường Nathan, góc đường Granville

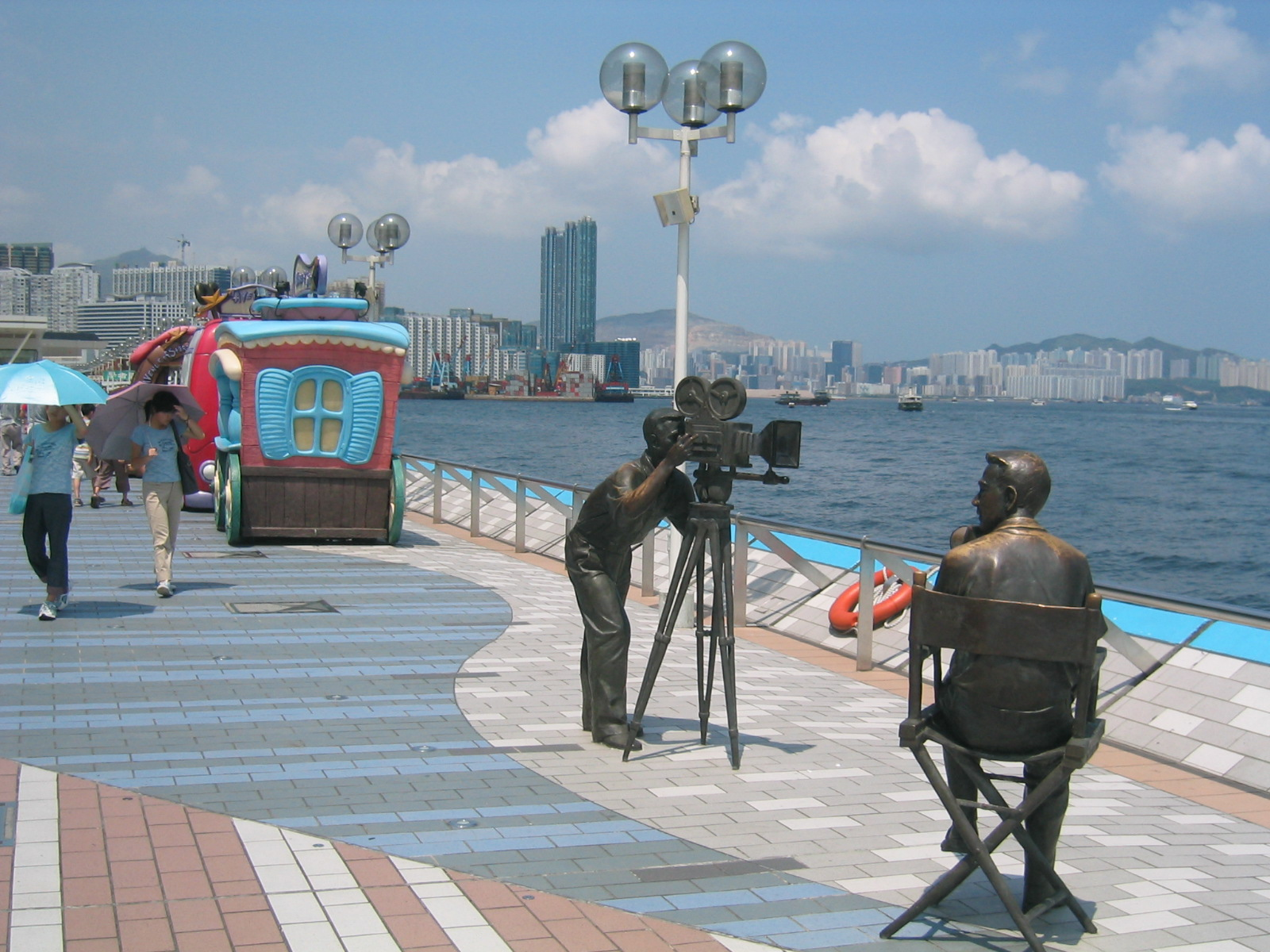
Đại lộ Ngôi sao

### Công viên
Công viên lớn nhất tại Tiêm Sa Chủy là Công viên Cửu Long (Kowloon Park), có diện tích 13,3ha. Những công viên và khu vực công cộng khác có Signal Hill Garden, Urban Council Centenary Garden ở đông Tiêm Sa Chủy (Đông Tiêm), Salisbury Garden, Middle Road Children's Playground và Đại lộ Ngôi sao bên bờ cảng Victoria.

### Bảo tàng
Một nửa số bảo tàng ở Hong Kong nằm tại Tiêm Sa Chủy, trong đó có Bảo tàng Không gian Hong Kong (Hong Kong Space Museum), Bảo tàng Nghệ thuật Hong Kong (Hong Kong Museum of Art), Trung tâm Văn hóa Hong Kong (Hong Kong Cultural Centre), Bảo tàng Lịch sử Hong Kong (Hong Kong Museum of History), Bảo tàng Khoa học Hong Kong (Hong Kong Science Museum), Trung tâm Khám phá Di sản Hong Kong (Hong Kong Heritage Discovery Centre), và Trung tâm Tài nguyên và Triển lãm Giáo dục Sức khỏe (Health Education Exhibition and Resource Centre).

## Giao thông công cộng

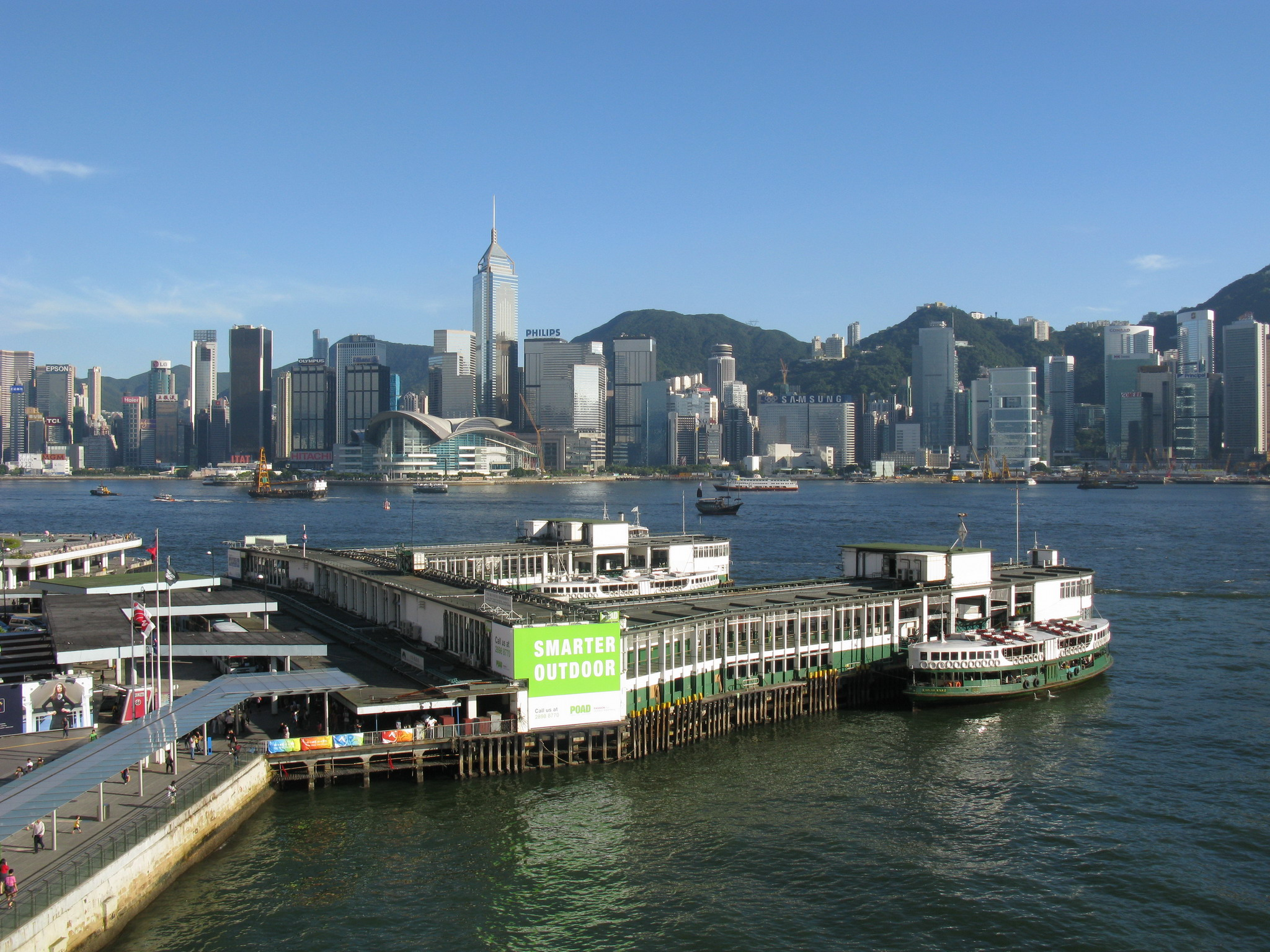
Bến phà tại Tiêm Sa Chủy

### Tàu điện
Tiêm Sa Chủy có hai ga tàu điện là ga Tsim Sha Tsui thuộc tuyến Thuyên Loan (Tsuen Wan), và ga Đông Tsim Sha Tsui thuộc tuyến Đông (East Rail). Hai ga Tsim Sha Tsui và Đông Tsim Sha Tsui được nối với nhau và với nhiều địa điểm khác trong khu vực bằng một mạng lưới đường đi bộ ngầm dưới lòng đất.

### Đường thủy
Tuyến phà Star Ferry nối Tiêm Sa Chủy với Trung Hoàn (Central) và Loan Tể (Wanchai) trên đảo Hồng Kông. Ngoài ra còn có các tuyến tàu cánh ngầm tới Ma Cao, Quảng Châu và một số địa điểm thuộc đồng bằng Châu Giang.